# Caenocrepis arenicola
Caenocrepis arenicola är en stekelart som först beskrevs av Thomson 1878.  Caenocrepis arenicola ingår i släktet Caenocrepis och familjen puppglanssteklar. Arten är reproducerande i Sverige. Inga underarter finns listade.